# Serie Mundial de Béisbol Amateur de 1938
La Serie Mundial de Béisbol Amateur de 1938 fue la primera edición de lo que actualmente se conoce como la Copa Mundial de Béisbol. Fue disputada por los combinados de Estados Unidos y Gran Bretaña en cinco partidos entre el 13 y el 18 de agosto, la serie fue ganada por Gran Bretaña. 
La selección de Estados Unidos estaba conformada para la fecha por estudiantes colegiales y universitarios que se preparaban para los Juegos Olímpicos de 1940. El mánager fue Les Mann. El equipo británico fue escogido a partir de la Liga Mayor de Béisbol de Londres, y la Liga de Yorkshire-Lancaster, y contenía un gran número de jugadores de origen canadiense.
El torneo fue organizado por la Asociación Nacional de Béisbol Aficionado de Inglaterra y la Federación Británica de Béisbol, Leslie Mann y John Moores presidentes de estas organizaciones decidieron fundar la Federación Internacional de Béisbol.

## Line-up
| Gran Bretaña Sid Bissett Frank Cadorette Sam Hanna Doc Holden Ross Kendrick Larry Marsh Chummy McNeil (manager jugador) Jack Ritchie Ken Robinson Irving Ruvinsky Jerry Strong Danny Wright | Estados Unidos Manager: Les Mann Lee Benson George Binger Clyde Dean Harold Graff Lloyd S. Johnson Ora Lindau John McDermott Tommy O'Rourke Wendell Ringland Mike Schemer Charles Tate Virgil Thompson Whitey Platt |

## Resultados
| Equipo 1             |                      | Equipo 2             | Lugar                        |                      |                      |                      |
| 13 de agosto de 1938 | 13 de agosto de 1938 | 13 de agosto de 1938 | 13 de agosto de 1938         | 13 de agosto de 1938 | 13 de agosto de 1938 | 13 de agosto de 1938 |
| -------------------- | -------------------- | -------------------- | ---------------------------- | -------------------- | -------------------- | -------------------- |
| Reino Unido          | 3-0                  | Estados Unidos       | Wavertree Stadium, Liverpool |                      |                      |                      |
| 15 de agosto de 1938 |                      |                      |                              |                      |                      |                      |
| Reino Unido          | 8-6                  | Estados Unidos       | Kingston upon Hull           |                      |                      |                      |
| 17 de agosto de 1938 |                      |                      |                              |                      |                      |                      |
| Reino Unido          | 0-5                  | Estados Unidos       | Spotland, Rochdale           |                      |                      |                      |
| 19 de agosto de 1938 |                      |                      |                              |                      |                      |                      |
| Reino Unido          | 4-0                  | Estados Unidos       | The Shay, Halifax            |                      |                      |                      |
| 20 de agosto de 1938 |                      |                      |                              |                      |                      |                      |
| Reino Unido          | 5-3                  | Estados Unidos       | Leeds                        |                      |                      |                      |

| Reino Unido         |
| Campeón Reino Unido |
| Primer título       |